# Acacia arenaria
Acacia arenaria Schinz es una especie de acacia de la familia de las fabáceas.

## Distribución geográfica
Crece en zonas desérticas de África. Se ha encontrado en Angola, Botsuana, Namibia, Tanzania y Zimbabue.

## Aspecto físico
Se trata de un arbusto muy ramificado, espeso e intrincado, cuyo ramaje, flexible, dificulta el paso del caminante. Crece como máximo hasta los dos metros de altura y ningún herbívoro lo consume, excepto las jirafas que con sus labios adaptados puede consumirla, incluyendo sus largas espinas protectoras. Tiene una corteza de color gris oscuro, lisa y sin manchas. Sus espinas son fuertes, pareadas, de hasta 6 cm de longitud y de color gris a marrón. Las hojas son largas y bipinnadas, de unos 20 cm de longitud. Las flores brotan del mismo lugar que las hojas, entre las espinas, son globulares, de grises a rosadas y aparecen de enero a marzo en el hemisferio sur. El fruto es pendular, de color marrón oscuro, de unos 20 cm de largo y de 5 a 8 cm de ancho, curvado y dehiscente.

## Usos
La decocción de la raíz es utilizada por los tswana del sur de Botsuana para combatir la tos y la tuberculosis.

## Taxonomía
Acacia arenaria fue descrita por Hans Schinz y publicado en Mémoires de l'Herbier Boissier 1: 105.
Etimología
Ver: Acacia
arenaria: epíteto que en latín significa "en la arena", indicando su hábitat.
Sinonimia
- Acacia hermannii Baker f.	[3]